# British Grand Prix 2012
British Grand Prix 2012 (Birmingham Grand Prix 2012) byl lehkoatletický mítink, který se konal 26. srpna 2012 v Spojeném království městě Birmingham. Byl součástí série mítinků Diamantové ligy 2012.

## Výsledky
- Archiv výsledků zde [1]

### Muži
| Disciplína       | 1. místo                       | 2. místo                  | 3. místo                  |
| 200 m            | Nickel Ashmeade 20,12          | Tyson Gay 20,21           | Wallace Spearmon 20,23    |
| 400 m            | Angelo Taylor 44,93            | Luguelín Santos 44,96     | Jonathan Borlée 45,15     |
| 1500 m           | Mekonnen Gebremedhin 3:34,80   | Nixon Chepseba 3:35,09    | James Magut 3:35,74       |
| 110 m překážek   | Aries Merritt 12,95            | Jason Richardson 12,98    | David Oliver 13,28        |
| 3 000 m překážek | Jairus Kipchoge Birech 8:20,27 | Abel Kiprop Mutai 8:25,42 | Donn Cabral 8:32,55       |
| Skok do výšky    | Robert Grabarz 232 cm          | Ivan Uchov 228 cm         | Andrej Silnov 228 cm      |
| Skok daleký      | Alexandr Meňkov 818 cm         | Christian Taylor 795 cm   | Greg Rutherford 788 cm    |
| Hod diskem       | Robert Harting 66,64 m         | Gerd Kanter 65,79 m       | Virgilijus Alekna 65,63 m |

### Ženy
| Disciplína     | 1. místo                  | 2. místo                            | 3. místo                                 |
| 100 m          | Carmelita Jeterová 10,81  | Shelly-Ann Fraserová-Pryceová 10,90 | Alexandria Anderson 11,22                |
| 400 m          | Rosemarie Whyte 50,20     | Christine Ohuruoguová 50,67         | Francena McCororyová 51,00               |
| 800 m          | Marija Savinovová 2:00,40 | Pamela Jelimová 2:01,43             | Marilyn Okorová 2:01,96                  |
| 1500 m         | Anna Pierce 4:11,33       | Laura Weightman 4:11,79             | Hilary Stellingwerff 4:11,94             |
| 3000 m         | Mercy Cherono 8:41,21     | Vivian Cheruiyotová 8:41,22         | Sally Kipyegová 8:42,74                  |
| 400 m překážek | Kaliese Spencerová 53,78  | Perri Shakesová-Draytonová 54,08    | Zuzana Hejnová 54,14                     |
| Skok o tyči    | Jennifer Suhrová 465 cm   | Yarisley Silvaová 465 cm            | Fabiana Murerová Jiřina Svobodová 442 cm |
| Trojskok       | Olga Saladuchová 14,40 m  | Kimberly Williams 14,37 m           | Olga Rypakovová 14,34 m                  |
| Vrh koulí      | Valerie Adamsová 20,52 m  | Michelle Carterová 18,71 m          | Cleopatra Borel-Brown 18,36 m            |
| Hod oštěpem    | Barbora Špotáková 66,08 m | Christina Obergföllová 63,19 m      | Vira Rebryková 62,82 m                   |